# Краснологское сельское поселение (Аннинский район)
Краснологское сельское поселение — муниципальное образование Аннинского района Воронежской области России.
Административный центр — село Красный Лог.

## Административное деление
Состав поселения:
- посёлок Красный Лог,
- посёлок Красный.

## Население
| 2000 | 2005 | 2010 | 2012 | 2013 | 2014 | 2015 | 2016 | 2017 |
| ---- | ---- | ---- | ---- | ---- | ---- | ---- | ---- | ---- |
| 449  | ↘428 | ↘274 | ↘245 | ↘236 | ↘202 | ↘188 | ↘165 | ↘160 |
| 2018 | 2019 | 2020 | 2021 |      |      |      |      |      |
| ↘156 | →156 | ↗158 | ↗167 |      |      |      |      |      |